# Fatti di Innsbruck

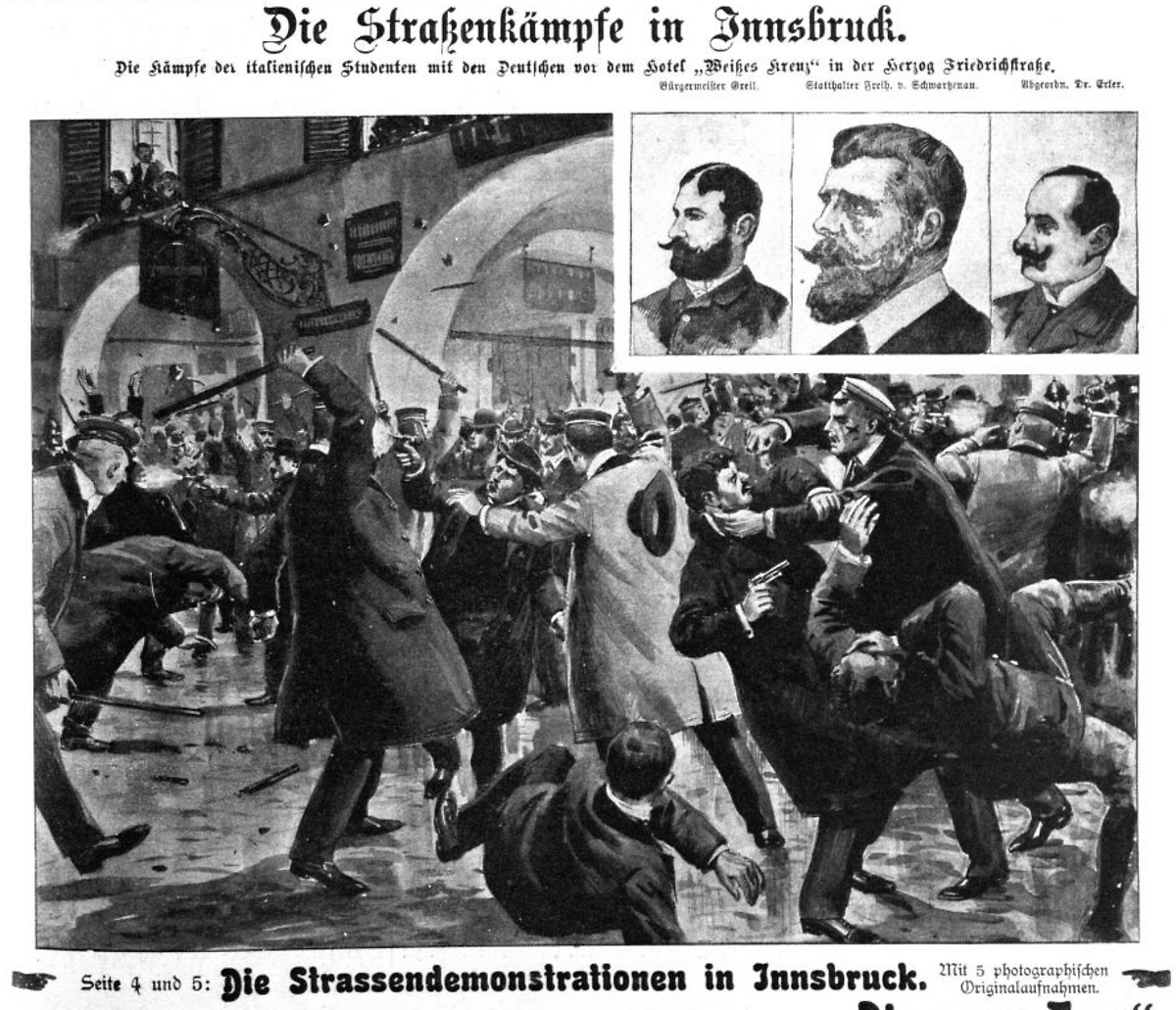
Die Straßenkämpfe in den „Wiener Bildern“ am 9. November 1904

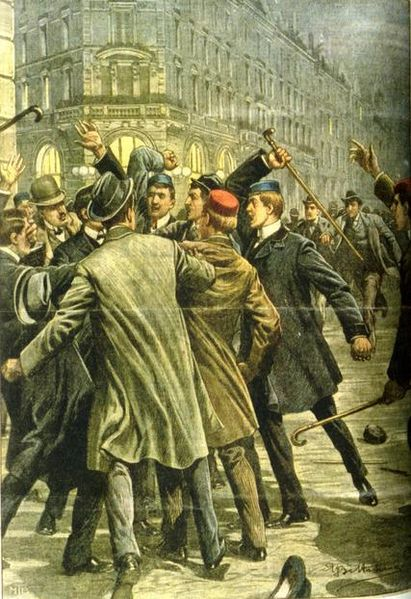
Achille Beltrame: Aus der Bilderserie in der italienischen Sonntagszeitung La Domenica del Corriere (1904)

Die italienische Umschreibung Fatti di Innsbruck (deutsch Die Ereignisse von Innsbruck) bezeichnet die gewaltsamen, nationalistisch motivierten Auseinandersetzungen zwischen deutschnationalen und italienischen Studenten an der Universität Innsbruck anlässlich der Eröffnung der italienischen Rechtsfakultät im Jahr 1904. Die Tumulte gelten als eines von mehreren Schlüsselereignissen in den Jahren der sich zuspitzenden Nationalitätenkonflikte im Vielvölkerstaat Österreich-Ungarn. Die Ausschreitungen forderten ein Todesopfer aufseiten der antiitalienischen Demonstranten und führten zur Verwüstung und offiziellen Schließung der italienischen Universitätseinrichtung.

## Vorgeschichte: Der Streit um eine italienische Universität in Österreich
Im Vielvölkerstaat Österreich-Ungarn existierte seit dem Verlust Venetiens (mit der dort situierten Universität Padua) im Jahr 1866 keine italienischsprachige Universitätsausbildung mehr. Von Seiten der Italiener Österreichs, die im Kronland Tirol bzw. im Trentino sowie in der Küstenregion um Triest beheimatet waren, wurden daraufhin verstärkt Forderungen nach Errichtung einer neuen italienischen Universität gestellt. Von konservativen und deutschnationalen Kreisen in Wien und Innsbruck wurde die Gründung einer italienischen Universität jedoch abgelehnt. Als treibendes Motiv wirkte die Befürchtung, dass eine italienische Universität den antiösterreichischen Irredentismus unter den Italienern Österreichs weiter befördern würde.
Die politische Debatte um die Errichtung der italienischen Universität in Österreich zog sich über mehrere Jahrzehnte hin, wobei verschiedene Optionen diskutiert wurden. Die italienische Maximalforderung zielte ursprünglich auf die Neugründung einer eigenständigen Universität in Triest („Trieste o nulla!“, deutsch Triest oder nichts!), die später um die Kompromissstandorte Trient und Rovereto erweitert wurden. Das offizielle Österreich lehnte diese Vorschläge jedoch sämtlich ab. Erst 1904 kam eine für alle Seiten unbefriedigende Kompromisslösung zustande, die die Gründung einer italienischen Rechtsfakultät innerhalb der deutschsprachigen Universität Innsbruck vorsah.

## Die Gründung der italienischen Rechtsfakultät in Innsbruck
Am 27. September 1904 verfügte der österreichische Bildungsminister die Gründung einer provisorischen Rechtsfakultät in italienischer Sprache an der Universität Innsbruck. Diese wurde schließlich am 3. November im Innsbrucker Stadtteil Wilten, in der Liebeneggstraße 8, offiziell eröffnet. An den Einweihungsfeierlichkeiten nahmen zahlreiche italienischsprachige Studenten teil, die an anderen Universitäten Österreichs (in Wien und Graz) studierten. Unter ihnen befanden sich auch die späteren Politiker Cesare Battisti und Alcide Degasperi.

## Ausschreitungen

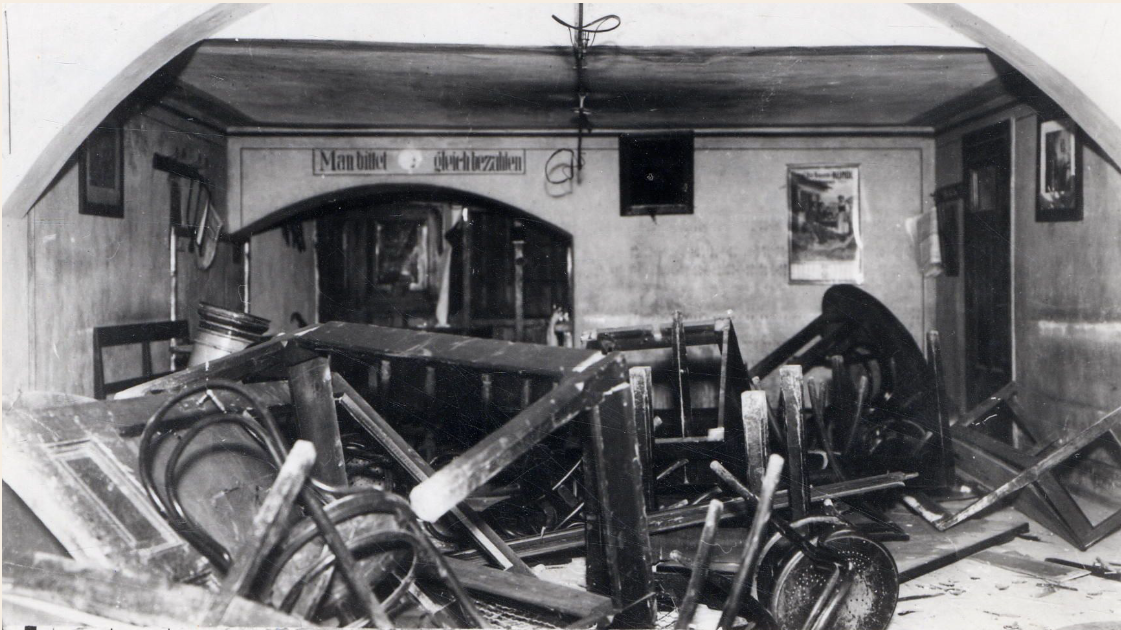
Demolierte Wirtsstube im Weissen Kreuz

Im Anschluss an die Eröffnung beschlossen italienische Studenten und Professoren die Feierlichkeiten im Gasthaus Weisses Kreuz in der Innsbrucker Innenstadt weiter zu führen. Die Radikalen unter ihnen wie Cesare Battisti, lehnten die "Innsbrucker Lösung" mit der Parole "Triest oder nichts!" ab und wollten sie zu Fall bringen. So hielt Cesare Battisti im Weissen Kreuz eine Rede, in der er provokant eine "Italianità" von Innsbruck behauptete, worauf es zu den von ihm offenbar kalkulierten verbalen Anfeindungen zwischen italienischen und deutschösterreichischen Studenten kam und schließlich zur physischen Festsetzung der italienischen Feiergemeinschaft durch eine aufgebrachte Menge, die das Gastlokal belagerte. Nach Beginn von handfesten Auseinandersetzungen zwischen den verfeindeten Gruppen (infolge einer missglückten polizeilichen Evakuierung der Italiener) konnte die Lage nur mehr mit Hilfe der vom Statthalter von Tirol und Vorarlberg Erwin von Schwartzenau herangerufenen Kaiserjäger unter Kontrolle gebracht werden.

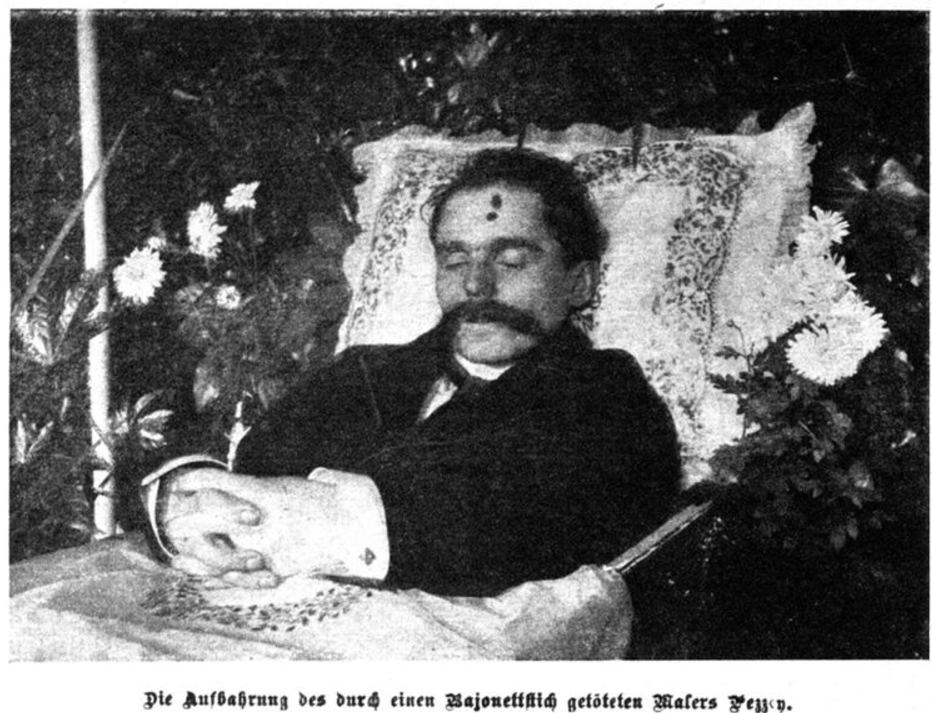
Aufbahrung des getöteten Malers Pezzey

Dabei wurde der ladinische Maler August Pezzey aufseiten der deutschen Demonstranten von einem Kaiserjäger mit dem Bajonett erstochen.
Die durch die Tumulte und den Tod Pezzeys angeheizte Stimmung entlud sich am 4. und 5. November in pogromähnlichen Exzessen gegen italienische Geschäfte und Einrichtungen in Innsbruck, wobei auch die neu eröffnete Rechtsfakultät von einer aufgebrachten Menge gestürmt und verwüstet wurde. Die Ausschreitungen ebbten schließlich mit der Verhaftung von 138 Vertretern der italienischen Studentenschaft – unter ihnen auch die Trentiner Vertreter Cesare Battisti und Alcide Degasperi – allmählich ab. Die Verhafteten wurden erst nach mehrwöchigem Arrestaufenthalt entlassen. In der Zwischenzeit wurden die italienischen Lehrveranstaltungen an der Universität Innsbruck bereits am 7. November wieder eingestellt; am 17. November wurde die italienische Rechtsfakultät offiziell aufgelöst.
Die Radikalen auf beiden Seiten hatten ihr Ziel erreicht, aus unterschiedlichen Gründen die Errichtung einer italienischen Fakultät in Innsbruck zu verhindern.

## Folgen der Ereignisse
Die fatti di Innsbruck markieren die Steigerung einer latenten Benachteiligung von Italienern an der Universität Innsbruck um die Jahrhundertwende zu einer institutionalisierten Ausgrenzung des Italienischen am Vorabend des Ersten Weltkriegs. Auf italienischer Seite haben die fatti di Innsbruck zu einer weiteren Radikalisierung beigetragen, vor allem des ursprünglich internationalistisch gesinnten Sozialisten Cesare Battisti, der bereits irredentistische Positionen übernommen hatte.
Der Ausbau der universitären Strukturen, wie er im Vorfeld der fatti di Innsbruck diskutiert worden war, realisierte sich erst in der zweiten Hälfte des 20. Jahrhunderts unter gänzlich veränderten politischen Vorzeichen. In Italien erfolgte die Gründung der Universität Triest (1924) und der Universität Trient (1962). Ein Institut für italienisches Recht entstand an der Universität Innsbruck im Jahr 1971, nunmehr aber nicht mehr für italienische Studenten, sondern im Zuge der Südtirolfrage für Südtiroler Studenten, um ihnen ein Studium in Österreich, aber dennoch die Ausbildung in italienischem Recht ermöglichen zu können.